# Fransk anemone
Fransk Anemone (Anemone coronaria) er en art af blomstrende planter i anemone-slægten, som er udbredt i de fleste lande langs Middelhavet, både i Sydeuropa og lande i Mellemøsten såsom Syrien og Israel.
Den franske anemone er en urteagtig staude, som typisk vokser til en højde på 20-40 cm høj. Dens blomster sidder enkeltvis på en høj stilk med en krans af små blade lige under blomsten. Blomsterne er 3-8 cm i diameter, med 5-8 kronblade, som kan være alt fra rød, hvid eller blå. 
De er bredt anvendt som have-planter på grund af deres dekorative blomster. Mange forskellige sorter af franske anemoner er blevet fremavlet, blandt andet 'De Caen', som er en fremavlet sort med flerefarvede kronblade og 'St Brigid' som er franske anemoner med flere lag af kronblade.

## Galleri
- En rød fransk anemone
- En hvid fransk anemone
- En lilla fransk anemone
- Fransk anemoner som vokser vildt i Israel
- Fransk anemone med røde kronblade
- Rød fransk anemone i Israel